# شبکه اترک
شبکه استانی سیمای اترک، کانال مخصوص بینندگان استان خراسان شمالی است که در ۲۸ مرداد ۱۳۸۹ با حضور محمود احمدی‌نژاد (رئیس‌جمهورسابق) رسماً افتتاح شد. این شبکه با سه زبان فارسی، کردی کرمانجی و ترکی خراسانی برنامه پخش می‌کند.

## رادیو و تلویزیون
در سال ۱۳۵۹ فرستنده رادیویی در شهرستان بجنورد جهت تقویت برنامه‌های صدای استان خراسان (خراسان بزرگ) در مساحتی به میزان ۵ هکتار احداث و با قدرت kw10 و فرکانس ۱۱۳۴ کیلوهرتز و طول آنتن ۷۸ متر جهت پوشش بجنورد و شیروان راه‌اندازی شد. پس از آن در سال ۱۳۷۸ قدرت فرستنده ارتقا داده شد تا پوشش شهرهای اسفراین و مانه و سملقان نیز به خوبی انجام شود. سرانجام پس از تقسیم استان خراسان به سه استان شمالی، رضوی و جنوبی در سال ۱۳۸۳ صدا و سیمای خراسان شمالی که در ابتدا به صورت خبرگزاری و زیر نظر صدا و سیمای واحد خراسان رضوی اداره می‌شد به دست مسئولان سازمان صدا و سیمای جمهوری اسلامی ایران در سال ۱۳۸۴ به اداره کل ارتقا یافت.
و شبکه استانی صدا نیز در بهمن ماه ۱۳۸۶ افتتاح گردید تا در کنار سایر اهداف مهم بستری برای معرفی منابع و امتیازات خدادادی استان باشد.
اهمیت این موضوع زمانی بیشتر روشن می‌شود که بدانیم بیشتر شهروندان نقاط هم‌مرز با کشور ترکمنستان که در شمال این استان قرار گرفته‌اند، ترکمن بوده و به راحتی قادر به دریافت دو شبکه تلویزیونی این کشور هستند.
بدین منظور توجه جدی مدیران مرکز برای مقابله با این تهاجم فرهنگی، تحت پوشش قرار دادن کل استان و استفاده همه قومیتهای استان از برنامه‌های شبکه صدای و سیمای محلی استان می‌باشد.